# Ерупаха
Ерупа́ха (исп. Yerupajá) — гора в Андах высотой 6617 м, вторая по высоте точка Перу и самая высокая гора хребта Кордильера-Уайуаш. Первое восхождение на вершину совершили в 1950 году Джим Максвелл и Дейв Хара, северная вершина (Ерупаха Северная) впервые пройдена в 1968 году веллингтонцами Роджером Бейтсом и Грэмом Динглом.
Местное название горы El Carnicero, что значит Мясник. Это название происходит от остроты вершинного гребня, подобного острию ножа, также возможно от количества альпинистов, погибших в попытках взойти на вершину. Многие посетители считают Ерупаху самым зрелищным пиком в Южной Америке.
Ерупаха является одной из самых сложных вершин Анд, поэтому совершено немного успешных восхождений на неё. Самый популярный маршрут проходит по Юго-Западной стене. Подход совершается из Уараса с юга через Чикиан и Авакучу.

## Значимые восхождения

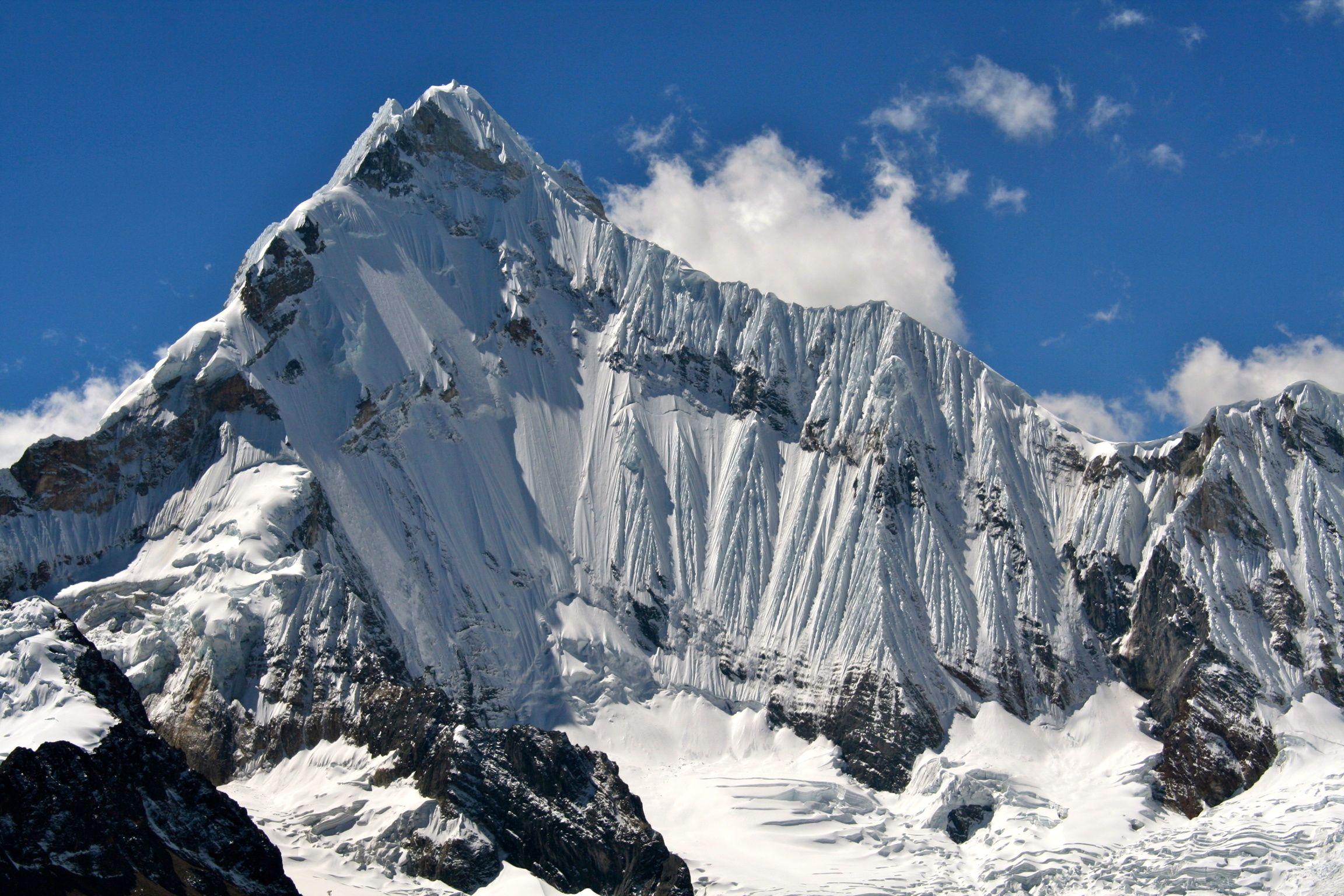
Южная стена Ерупахи

- 1950 Южный склон Западной стены. Первое восхождние на вершину Джим Максвелл[англ.] и Дейв Хара[англ.][4]
- 1966 Диретиссима по Западной стене. Второе восхождение на вершину за 13 дней Лиф Петтерсон и Джордж Петерек.[4]
- 1968 Северо Восточная стена. Крис Джонс и Пол Дикс.[5]
- 1969 Восточная стена. Рейнхольд Месснер и Питер Хабелер.